# 聖斯特凡諾島

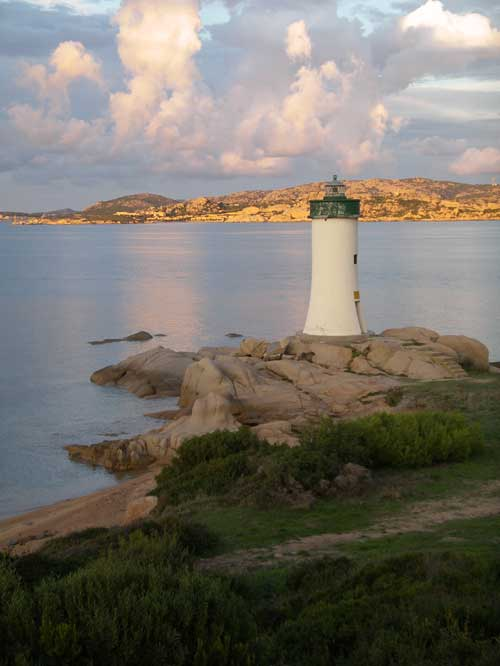

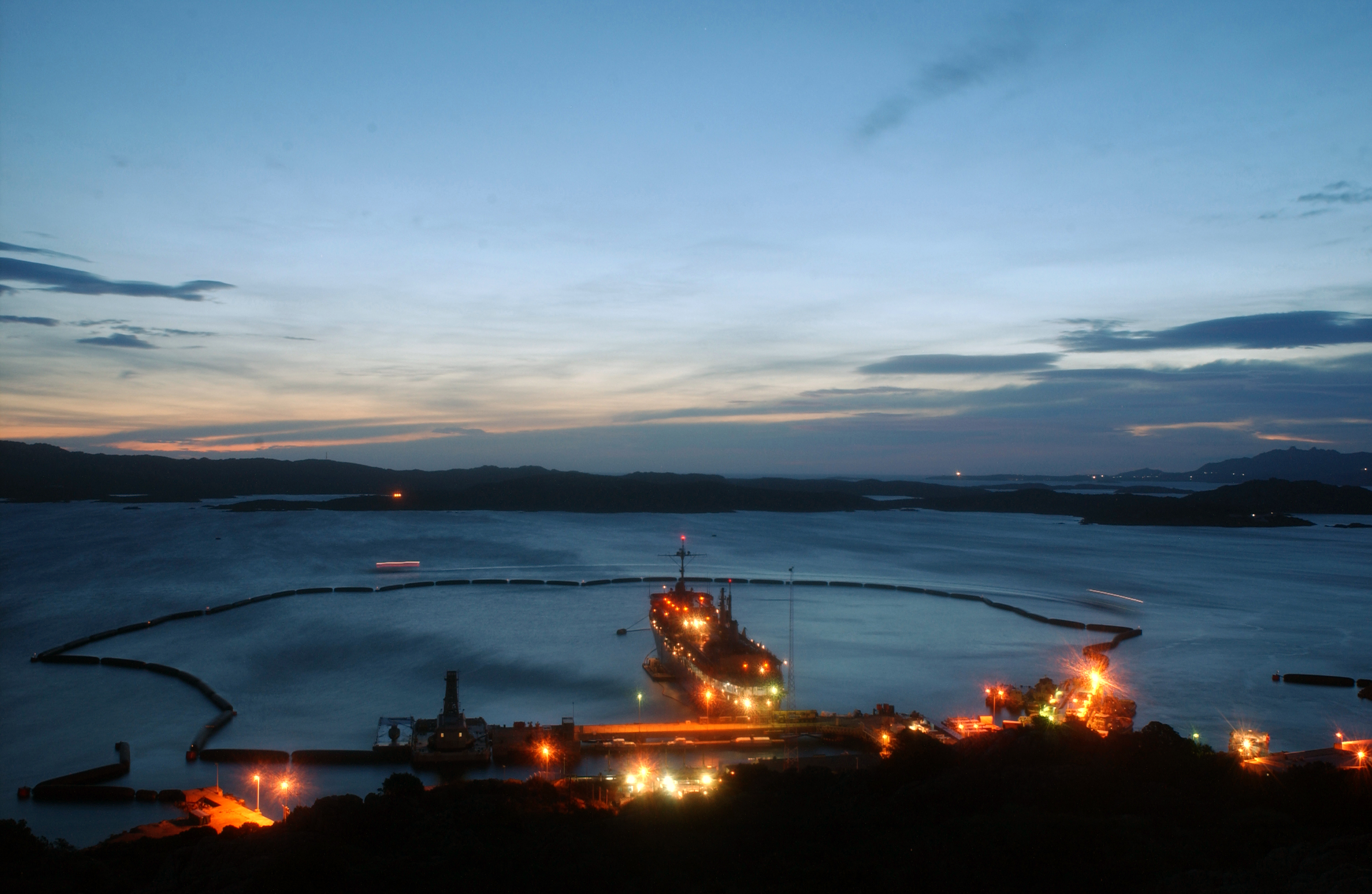

聖斯特凡諾島（義大利語：Isola Santo Stefano）是意大利的島嶼，位於薩丁尼亞島北面的提雷尼亞海，屬於马达莱娜群岛的一部分，面積3平方公里，最高點海拔高度101米，島上無人居住。
41°12′N 9°25′E / 41.200°N 9.417°E